# Hoogezand
Hoogezand (Gro.: Hogezaand) – wieś w Holandii, w prowincji Groningen, w gminie Hoogezand-Sappemeer, której stanowi siedzibę. Do 1949 roku Hoogezand stanowiło osobną jednostkę administracyjną. 